# Говедаре
Говедаре е село в Южна България. То се намира в община Пазарджик, област Пазарджик.

## История
Село Говедаре е създадено през 1536 година.